# Julius Scheiner
Julius Scheiner (født 25. november 1858 i Köln, død 20. december 1913 i Potsdam) var en tysk astrofysiker.
Scheiner studerede astronomi i Bonn og ansattes 1881 som assistent ved observatoriet samme sted. Fra 1887 arbejdede Scheiner ved observatoriet i Potsdam og var siden 1894 tillige professor ved universitet i Berlin. Scheiner har hovedsagelig arbejdet med spektralanalyse og skrevet herom i fagskrifter. Ved siden heraf har han udgivet:
- Die Spectralanalyse der Gestirne (1890; amerikansk udgave ved Frost, 1894)
- Die Photographie der Gestirne (1897)
- Strahlung und Temperatur der Sonne (1899)
- Untersuchungen über die Spectra der helleren Sterne nach phot. Aufnahmen (1895)

I Potsdam ledede han den fotografiske kortlægning af himmelstrøget 31° til 40° nordl. Dekl. og har udgivet Photographische Himmelkarte, I—VI (1899—1912).
Sammen med J. Wilsing har Scheiner udgivet:
- Untersuchungen an den Spectren der helleren Gasnebel (1905)
- Temperaturbestimmung von 109 helleren Sternen (1909)
- Vergleichende spektralphotometrische Beobachtungen am Monde und an Gesteinen (1909)

Ved siden heraf har han publiceret Untersuchungen über die Solarkonstante und die Temperatur der Sonnenphotosphäre (1908). De i bind I—IV anmærkede 1564 dobbeltstjerner har Scheiner samlet i Katalog von Doppelsternen der photographischen Himmelskarte (1908). Sine forelæsninger ved universitetet i Berlin har Scheiner givet i Populäre Astrophysik (1908, under titel Astrophysik omarbejdet af Graff 1922) og Spektralanalytische und photometrische Theorien (1909).